# Poncarale
Poncarale ist eine norditalienische Gemeinde (comune) mit 5184 Einwohnern (Stand 31. Dezember 2023) in der Provinz Brescia in der Lombardei. Die Gemeinde liegt etwa 9 Kilometer südsüdwestlich von Brescia am Monte Netto.

## Verkehr
Durch die Gemeinde führt die frühere Strada Statale 45 bis Gardesana Occidentale (heute zur Provinzstraße herabgestuft) von Brescia nach Cremona. 

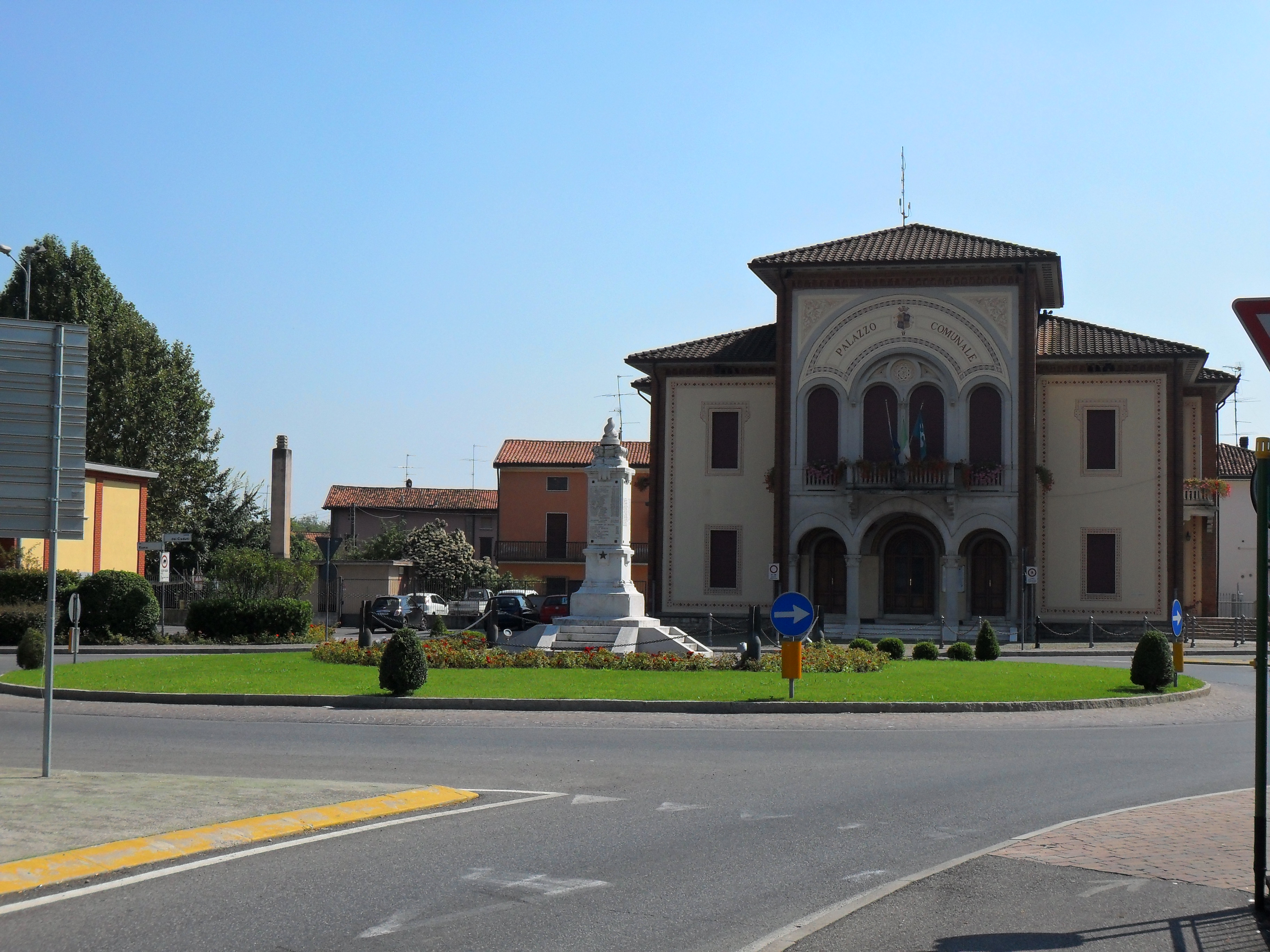
Piazza dei Caduti in Poncarale

## Persönlichkeiten
- Aimo Diana (* 1978), Fußballspieler, in Poncarale aufgewachsen
- Bruno Giacomelli (* 1952), Rennfahrer
- Diego M. Rosa (* 1953), Abt von Monte Oliveto Maggiore
- Lorenzo Voltolini Esti (* 1948), römisch-katholischer Geistlicher, emeritierter Erzbischof von Portoviejo in Ecuador